# Paul Reynaud
Paul Reynaud, francoski politik in pravnik, * 15. oktober 1878, Barcelonnette, Francija, † 21. september 1966, Neuilly-sur-Seine, Francija. 
Bil je pomeben politik v medvojnem obdobju, znan po svojih stališčih do gospodarskega liberalizma in bojevitem nasprotovanju Nemčiji.
Reynaud je nasprotoval münchenskemu sporazumu iz septembra 1938, ko sta Francija in Združeno kraljestvo popustili pred Hitlerjevimi predlogi za priključitev Češkoslovaške Nacistični Nemčiji. Marca 1940, šest mesecev po začetku druge svetovne vojne, je Reynaud postal predsednik francoske vlade. Pred tem je bil tudi podpredsednik desnosredinske stranke Demokratično republikansko zavezništvo. Reynaud je Francijo v vojni z Nemčijo vodil tri mesece. Vztrajno je zavračal podporo premirja z Nemčijo. Kot premier je junija 1940 neuspešno poskušal rešiti Francijo pred nemško okupacijo, nato pa je 16. junija odstopil brez doseženega premirja. Nadomestil ga je francoski maršal Philippe Pétain, ki je šest dni pozneje podpisal premirje tako z Nacistično Nemčijo kot tudi z Fašistično Italijo. Po neuspešnem poskusu pobega iz okupirane Francije je Reynauda aretirala Pétainova uprava. Leta 1942 se je predal nemškemu varstvu in je bil do konca vojne leta 1945 zaprt v Nemčiji ter kasneje v Avstriji, kjer je bil izpuščen po bitki pri gradu Itter, v kateri je eden od voditeljev, nemški poveljnik Josef Gangl, ki je bil razglašen za heroja, žrtvoval življenje, da je rešil Reynauda.
Leta 1946 je bil Reynaud izvoljen v poslansko zbornico in je znova postal vidna osebnost v francoskem političnem življenju, opravljal je več vladnih položajev. Zavzemal se je za Združene države Evrope in sodeloval pri pripravi ustave za Peto republiko, vendar je leta 1962 odstopil iz vlade po nesoglasju s predsednikom Charlesom de Gaullom glede sprememb volilnega sistema. 

## Biografija
Paul Reynaud se je rodil oktobra 1878 v Barcelonnettu, kot drugi od štirih otrok. Ko je bil Reynaud star pet let, se je družina za stalno preselila v Pariz. Reynaud je študiral pravo leta 1904. Leta 1907 je opravil več potovanj po svetu. 14. avgusta 1908 je bil sprejet v odvetništvo. Februarja 1912 se je poročil s hčerko odvetnika Henrija-Roberta. 
Novembra 1919 je bil prvič izvoljen v državni zbor za domači oddelek Basses-Alpes. Tam se v osnovi konservativni Reynaud ni trdno pridružil nobeni skupini; zastopal je svoja stališča o številnih vprašanjih. Na splošnih volitvah maja 1924 ni bil ponovno izvoljen. Izven parlamenta je v letih, ki so sledila, sprožil več političnih kampanj, v katerih je ostro zatrl socialistične in komunistične sile. Na parlamentarnih volitvah aprila 1928 je ponovno vstopil v državni zbor kot poslanec v Parizu. 
V pogosto menjajočih se konservativnih kabinetih v času svetovne gospodarske krize od leta 1930 do 1932 je Reynaud služil kot finančni, kolonialni in pravosodni minister. Njegova najpomembnejša politična cilja tega časa sta bila devalvacija vojske in - skupaj s francoskim generalom Charlesom de Gaullom - širitev oklepnih sil. 
Reynaud se je podal na jasen način konfrontacije z Nacistično Nemčijo in delno zavrnil britansko politiko pomiritve. Po odstopu francoskega premierja Eduarda Daladierja, je Reynaud 21. marca 1940 postal novi predsednik vlade in nadomestil Daladierja. Po nemški invaziji na Dansko in Norveško je poslal številne čete, da bi preprečili nemško okupacijo obeh držav, a neuspešno. Po vdoru nemške vojske v Francijo v začetku junija 1940 si je Reynaud, tako kot general De Gaulle, prizadeval, da se francozi borijo naprej proti sovražniku in da se ne predajo. V nekaj dneh pa je postalo jasno, da Francije ni mogoče ubraniti pred napredujočo nemško vojsko in da bo država padla. Veliko Reynaudovih ministrov v vladi je glasovalo, da dosežejo premirje z Nemčijo, v približno tem času pa je v vojno proti Franciji vstopila tudi Fašistična Italija, kar je še dodatno oslabilo že tako slab francoski vojaški položaj. V zadnjem upanju je poskušal rešiti državo pred porazom, a neuspešno. Reynaud je 16. junija 1940 odstopil s položaja predsednika vlade, brez doseženega premirja, nadomestil pa ga je francoski maršal Philippe Pétain, ki je šest dni pozneje podpisal premirje z Nemci in Italijani. 
Kmalu po padcu Francije je bil Reynaud udeležen v prometni nesreči, v kateri je umrla njegova sopotnica. Septembra je Reynaud poskušal pobegniti iz Višijske Francije, vendar ga je ujela in aretirala Pétainova uprava ter ga zaprla v Château de Chazeron v departmaju Puy-de-Dôme. Po nemški zasedbi južne nekupirane cone leta 1942 je bil premeščen v koncentracijsko taborišče Sachsenhausen. 11. maja 1943 je bil pripeljan v grad Itter blizu Wörgla na Tirolskem skupaj z Édouardom Daladierjem, Mauriceom Gamelinom in sindikalistom Léonom Jouhauxom. Po bitki za grad 5. maja 1945 je bil Reynaud skupaj z drugimi ujetniki izpuščen iz gradu. V bitki je bil nemški poveljnik Josef Gagl razglašen za heroja, potem, ko je žrtvoval svoje življenje, da je rešil Reynauda iz gradu. Po vojni je Reynaud leta 1945 pričal kot ključna priča na Pétainovem sojenju zaradi izdaje. 
Na volitvah 10. novembra 1946 je bil Reynaud ponovno izvoljen za poslanca državnega zbora, katerega član je bil vse do leta 1962. Ostal je pomemben politik konservativne skupine Républicains indépendants, ki je bila blizu Centru National des Indépendants et paysans (CNIP). Od julija do septembra 1948 je bil Reynaud finančni minister, v predsedniškem kabinetu Laniela I., od junija 1953 do januarja 1954 pa podpredsednik vlade. 
Med vojno v Indokini je bil Reynaud izrazit nasprotnik poravnave s pogajanji, ki ji je javno nasprotoval. Po izletu v kolonijo leta 1953 je javno zagovarjal vietnamizacijo konflikta. Od tega potovanja naprej je bil kritičen do nadaljevanja vojne. 
Leta 1958 je Reynaud vodil komisijo za pripravo ustave Pete francoske republike. Reynaud je sprva podpiral institucionalno krepitev izvršilne oblasti in De Gaullove ministre, vendar je leta 1962 temu nasprotoval. Razlog je bila De Gaullova zahteva po neposredni izvolitvi predsednika s strani ljudstva.
Reynaud je na predsedniških volitvah decembra 1965 podprl Jeana Lecanueta. Za mnoge presenetljivo, da De Gaulle s 44,6 odstotka glasov v prvem glasovanju ni dosegel absolutne večine, njegova protikandidata François Mitterrand in Lecanuet sta prejela 31,7 oziroma 15,6 odstotka. Reynaud je v drugem volilnem krogu podprl Mitterranda. 
Paul Reynaud je umrl septembra 1966 v Neuilly sur Seine, v starosti 87 let. Pokopali so ga v Parizu. 